# Trophée européen féminin de rugby à XV 2011
Navigation
Trophée européen féminin 2010 Trophée européen féminin 2012
Le Trophée européen féminin de rugby à XV 2011 se déroule du 30 avril au 7 mai 2011 en Espagne à La Corogne.

## Participants
Les huit équipes sont réparties dans deux poules :
| Poule 1 - Espagne - Finlande - France A - Suède | Poule 2 - Angleterre A - Italie A - Pays-Bas - Russie |  |

## Poule 1
| Rang | Club     | J | V | N | D | Bo | Bd | Pm  | Pe  | Diff | Pts |
| ---- | -------- | - | - | - | - | -- | -- | --- | --- | ---- | --- |
| 1    | Espagne  | 3 | 3 | 0 | 0 | 1  | 0  | 149 | 14  | +135 | 13  |
| 2    | France A | 3 | 2 | 0 | 1 | 2  | 1  | 160 | 18  | +142 | 11  |
| 3    | Suède    | 3 | 1 | 0 | 2 | 1  | 0  | 26  | 58  | -32  | 5   |
| 4    | Finlande | 3 | 0 | 0 | 3 | 0  | 0  | 3   | 248 | -245 | 0   |

| 30 avril 2011 18h00 | Espagne | 119 - 0 (65 - 0) | Finlande | Université de La Corogne Arbitre : Katharina Pickert |
| 30 avril 2011 18h00 | Essai(s) : Bravo (2e, 37e), Del Pan (4e, 14e, 63e), Pla B. (7e, 24e), Garcia B. (11e, 20e), De La Llama (18e), Garcia P. (31e), Obregozo (35e, 54e), Pla J. (35e, 39e), Bailan (42e), Esbri (46e), Medin (55e), Lliteras (59e) Transformation(s) : Bravo (2e, 4e, 11e, 20e, 35e, 37e, 39e), Garcia (42e, 46e, 54e, 55e, 59e) |                  |          | Université de La Corogne Arbitre : Katharina Pickert |
| 30 avril 2011 18h00 | |                  |          | Université de La Corogne Arbitre : Katharina Pickert |

| 30 avril 2011 18h00 | France A | 40 - 3 (26 - 3) | Suède                        | INEF Arbitre : Claire Hodnett |
| 30 avril 2011 18h00 | Essai(s) : André (4e), De Nadai (14e, 27e), Rabier (35e), Coste (48e, 61e) Transformation(s) : Yahé (14e, 27e, 35e), Gueucier (48e, 61e) |                 | Pénalité(s) : Lundgren (33e) | INEF Arbitre : Claire Hodnett |
| 30 avril 2011 18h00 | |                 |                              | INEF Arbitre : Claire Hodnett |

| 2 mai 2011 18h00 | Espagne                                                                            | 12 - 11 (5 - 11) | France A                                                 | Université de La Corogne Arbitre : Sherry Trumbull |
| 2 mai 2011 18h00 | Essai(s) : Gonzalez (14e), Essai de pénalité (63e) Transformation(s) : Bravo (63e) |                  | Essai(s) : André (30e) Pénalité(s) : Di Muzio (13e, 17e) | Université de La Corogne Arbitre : Sherry Trumbull |
| 2 mai 2011 18h00 |                                                                                    |                  |                                                          | Université de La Corogne Arbitre : Sherry Trumbull |

| 2 mai 2011 18h00 | Suède                                                    | 20 - 0 (15 - 0) | Finlande | Stade A Malata à Ferrol Arbitre : Alexandra Pratt |
| 2 mai 2011 18h00 | Essai(s) : Lundgren (17e, 19e), Gertz (26e), Alija (59e) |                 |          | Stade A Malata à Ferrol Arbitre : Alexandra Pratt |
| 2 mai 2011 18h00 |                                                          |                 |          | Stade A Malata à Ferrol Arbitre : Alexandra Pratt |

| 4 mai 2011 18h00 | Espagne                                                                              | 18 - 3 (8 - 3) | Suède                          | Université de La Corogne Arbitre : Alexandra Pratt |
| 4 mai 2011 18h00 | Essai(s) : Lliteras (12e), Gonzalez (48e), Bravo (55e) Pénalité(s) : Bravo (3e, 42e) |                | Pénalité(s) : Skagerlind (21e) | Université de La Corogne Arbitre : Alexandra Pratt |
| 4 mai 2011 18h00 |                                                                                      |                |                                | Université de La Corogne Arbitre : Alexandra Pratt |

| 4 mai 2011 15h30 | France A | 109 - 3 (47 - 3) | Finlande                    | INEF Arbitre : Itziar Diaz Murga |
| 4 mai 2011 15h30 | Essai(s) : André (5e), Gueucier (6e, 9e, 38e), Raymond (13e, 25e), Di Muzio L. (14e), Troncy (32e), Anastiassadis (36e), Mayans (42e), Di Muzio G. (44e), Aguerre (46e), Parra (49e, 53e), Poirot (53e, 70e), Forlani (65e) Transformation(s) : Di Muzio L. (2e, 6e, 9e, 25e, 32e), Aguerre (14e), Gueucier (36e, 38e, 42e, 46e, 49e, 70e) |                  | Pénalité(s) : Soiluva (23e) | INEF Arbitre : Itziar Diaz Murga |
| 4 mai 2011 15h30 | |                  |                             | INEF Arbitre : Itziar Diaz Murga |

## Poule 2
| Rang | Club         | J | V | N | D | Bo | Bd | Pm | Pe | Diff | Pts |
| ---- | ------------ | - | - | - | - | -- | -- | -- | -- | ---- | --- |
| 1    | Angleterre A | 3 | 3 | 0 | 0 | 2  | 0  | 80 | 0  | +80  | 14  |
| 2    | Italie A     | 3 | 1 | 0 | 2 | 1  | 2  | 51 | 25 | +26  | 7   |
| 3    | Pays-Bas     | 3 | 1 | 0 | 2 | 0  | 1  | 30 | 70 | -40  | 5   |
| 4    | Russie       | 3 | 1 | 0 | 2 | 0  | 0  | 17 | 83 | -66  | 4   |

| 30 avril 2011 16h00 | Angleterre A           | 5 - 0 (5 - 0) | Italie A | Université de La Corogne Arbitre : Sherry Trumbull |
| 30 avril 2011 16h00 | Essai(s) : Wilson (5e) |               |          | Université de La Corogne Arbitre : Sherry Trumbull |
| 30 avril 2011 16h00 |                        |               |          | Université de La Corogne Arbitre : Sherry Trumbull |

| 30 avril 2011 16h00 | Russie                                                                          | 17 - 10 (12 - 0) | Pays-Bas                                  | Acea Da Ma Arbitre : Alexandra Pratt |
| 30 avril 2011 16h00 | Essai(s) : Petrova (4e, 22e), Gottseva (58e) Transformation(s) : Selyutina (4e) |                  | Essai(s) : Van Oorschot (38e), Wiri (65e) | Acea Da Ma Arbitre : Alexandra Pratt |
| 30 avril 2011 16h00 |                                                                                 |                  |                                           | Acea Da Ma Arbitre : Alexandra Pratt |

| 2 mai 2011 17h00 | Italie A | 34 - 0 (29 - 0) | Russie | Fontecamoa Arbitre : Claire Hodnett |
| 2 mai 2011 17h00 | Essai(s) : Pettinelli (5e), Nicchi (14e, 54e), Tondinelli (30e), Nespoli (34e) Transformation(s) : Tondinelli (8e, 14e, 34e) Pénalité(s) : Tondinelli (20e) |                 |        | Fontecamoa Arbitre : Claire Hodnett |
| 2 mai 2011 17h00 | |                 |        | Fontecamoa Arbitre : Claire Hodnett |

| 2 mai 2011 16h00 | Angleterre A | 36 - 0 (36 - 0) | Pays-Bas | INEF Arbitre : Itziar Diaz Murga |
| 2 mai 2011 16h00 | Essai(s) : Packer (1re), Hoole (5e, 32e), Wilson (9e), Hunt (12e), Taylor (21e) Transformation(s) : Large (1re, 5e, 12e) |                 |          | INEF Arbitre : Itziar Diaz Murga |
| 2 mai 2011 16h00 | |                 |          | INEF Arbitre : Itziar Diaz Murga |

| 4 mai 2010 18h00 | Pays-Bas | 20 - 17 (8 - 0) | Italie A | Stade A Malata à Ferrol Arbitre : Katharina Pickert |
| 4 mai 2010 18h00 | Essai(s) : Mavroudis (32e), Kwee (48e), Van Altena (70e) Transformation(s) : Wiri (48e) Drop(s) : Wiri (29e) |                 | Essai(s) : Furlan (38e), Gai (64e) Transformation(s) : Tondinelli (38e, 64e) Pénalité(s) : Tondinelli (56e) | Stade A Malata à Ferrol Arbitre : Katharina Pickert |
| 4 mai 2010 18h00 | |                 | | Stade A Malata à Ferrol Arbitre : Katharina Pickert |

| 4 mai 2011 18h00 | Angleterre A | 39 - 0 (19 - 0) | Russie | Fontecarmoa Arbitre : Sherry Trumbull |
| 4 mai 2011 18h00 | Essai(s) : Matthews (3e, 48e), Large (25e, 58e), McKenna (34e), Hoole (65e), Male (70e) Transformation(s) : McKenna (25e, 34e) |                 |        | Fontecarmoa Arbitre : Sherry Trumbull |
| 4 mai 2011 18h00 | |                 |        | Fontecarmoa Arbitre : Sherry Trumbull |

## Finales et classement

### Match pour la7eplace
| 7 mai 2010 10h15 | Russie                                                                                              | 22 - 5 (17 - 0) | Finlande                  | Acea Da Ma Arbitre : Alexandra Pratt |
| 7 mai 2010 10h15 | Essai(s) : Kazakova (4e, 52e), Petrova (10e), Sminorva (34e) Transformation(s) : Mukhariamova (34e) |                 | Essai(s) : Raatikka (46e) | Acea Da Ma Arbitre : Alexandra Pratt |
| 7 mai 2010 10h15 | |                 |                           | Acea Da Ma Arbitre : Alexandra Pratt |

### Match pour la5eplace
| 7 mai 2011 12h30 | Pays-Bas                                                                                          | 21 - 5 (7 - 0) | Suède                  | Acea Da Ma Arbitre : Itziar Diaz Murga |
| 7 mai 2011 12h30 | Essai(s) : Kwee (21e), Van Oorschot (58e), Beijens (61e) Transformation(s) : Wiri (21e, 58e, 61e) |                | Essai(s) : Boman (42e) | Acea Da Ma Arbitre : Itziar Diaz Murga |
| 7 mai 2011 12h30 |                                                                                                   |                |                        | Acea Da Ma Arbitre : Itziar Diaz Murga |

### Match pour la3eplace
| 7 mai 2011 15h00 | France A                                                                                                  | 17 - 7 (14 - 7) | Italie A                                                    | Université de La Corogne Arbitre : Claire Hodnett |
| 7 mai 2011 15h00 | Essai(s) : Mayans (14e), Parra (18e) Transformation(s) : Di Muzio (14e, 18e) Pénalité(s) : Di Muzio (41e) |                 | Essai(s) : Severin (9e) Transformation(s) : Tondinelli (9e) | Université de La Corogne Arbitre : Claire Hodnett |
| 7 mai 2011 15h00 | |                 |                                                             | Université de La Corogne Arbitre : Claire Hodnett |

### Finale
| 7 mai 2011 17h00 | Angleterre A            | 5 - 3 (0 - 0) | Espagne                    | Université de La Corogne Arbitre : Sherry Trumbull |
| 7 mai 2011 17h00 | Essai(s) : Hunter (68e) |               | Pénalité(s) : Garcia (50e) | Université de La Corogne Arbitre : Sherry Trumbull |
| 7 mai 2011 17h00 |                         |               |                            | Université de La Corogne Arbitre : Sherry Trumbull |

## Statistiques

### Meilleures réalisatrices
| no | Nom de la joueuse  | Pays    | Points | Matchs |
| 1  | Marina Bravo       | Espagne | 33     | 4      |
| -  | Clemence Gueucier  | France  | 33     | 4      |
| 3  | Laura Di Muzio     | France  | 26     | 4      |
| 4  | Michela Tondinelli | Italie  | 21     | 4      |

### Meilleures marqueuses
| no | Nom de la joueuse | Pays       | Essais | Matchs |
| 1  | Marina Bravo      | Espagne    | 3      | 4      |
| -  | Laura Di Muzio    | France     | 3      | 4      |
| -  | Nicola Hoole      | Angleterre | 3      | 4      |
| -  | Angela Del Pan    | Espagne    | 3      | 4      |